# Semlow
Semlow est une commune rurale allemande de l'arrondissement de Poméranie-Occidentale-Rügen dans le nord-est du pays. Elle appartient à l'État du Mecklembourg-Poméranie-Occidentale et au canton de Ribnitz-Damgarten.

## Géographie
Semlow se trouve à vingt kilomètres au sud-est de Ribnitz-Damgarten. La Recknitz délimite la frontière avec le Mecklembourg.
Outre le village de Semlow, la commune est formée des villages et hameaux de Camitz, Palmzin, Plennin et Zornow.

## Historique
L'endroit est habité depuis l'âge de la pierre.
Le village a été mentionné pour la première fois par écrit en 1320 et devient un fief de la famille von Behr en 1398 dont les descendants en restent propriétaires terriens, jusqu'en 1945. Après la Paix de Westphalie le village, avec la Poméranie occidentale, devient possession de la couronne suédoise jusqu'en 1815, date à laquelle la province entre dans le royaume de Prusse formant une partie de la province de Poméranie.

## Quartiers
- Camitz
- Palmzin
- Plennin
- Zornow
- Semlow

## Tourisme et architecture
- Château de Semlow de style néoclassique, début XIXe siècle.
- Église de Semlow restaurée en 1862
- Chapelle de Semlow, nécropole de la famille von Behr, de style néogothique

## Personnalités liées à la ville
- Ulrich von Behr-Negendank (1826-1902), homme politique né et mort à Semlow.